# إدوارد دو (سياسي)
إدوارد دو هو سياسي كندي، ولد في 13 سبتمبر 1904، وتوفي في 23 ديسمبر 1992. نشط حزبياً في الحزب الليبرالي الكندي.